# 36 Pułk Piechoty (Imperium Rosyjskie)
36 Orłowski pułk piechoty Generała Feldmarszałka Księcia Warszawskiego Hrabiego Paskiewicza-Erywańskiego (ros. 36-й пехотный Орловский генерал-фельдмаршала князя Варшавского графа Паскевича-Эриванского полк) – oddział piechoty okresu Imperium Rosyjskiego.

## Charakterystyka
Sformowany w 1711. Stacjonował w Krzemieńczuku. Nosił nazwy: Orłowski pp (1811–1833), Orłowski pjegr (1833–1835), (1835–1856).

 W przededniu I wojny światowej pułk etatowo posiadał cztery bataliony po cztery kompanie oraz kompanię tyłową. Kompania piechoty czasu wojny liczyła około 240 żołnierzy i 4–5 oficerów. Na szczeblu pułku występował także pododdział karabinów maszynowych (8 km), łączności (w tym 14 konnych gońców i 21 telefonistów) i zwiadowczy (64 zwiadowców, w tym 4 kolarzy). W sumie pułk liczył około 4000 żołnierzy.

W  lipcu 1914, na bazie zalążków wydzielonych z pułku, w ramach 2 fali mobilizacyjnej, sformowany został rezerwowy 240 pułk piechoty.

36 pułk piechoty rozformowany został w 1918.

## Podporządkowanie
Lipiec 1914:
- 10 Korpus Armijny – Charków[9]
  - 9 Dywizja Piechoty – Połtawa
    - 2 Brygada Piechoty – Połtawa
      - 36 Orłowski pułk piechoty – Krzemieńczuk